# Power Macintosh 7100
A Power Macintosh 7100 számítógépet az Apple gyártotta és forgalmazta 1994. március 14. és 1995. január 3. között. A Power Macintosh 7100 a Power Macintosh számítógép-családba tartozott. A Power Macintosht szokás Power Mac-ként vagy PM-ként említeni szóban és írásban, az Apple hivatalosan az első G4-es Power Macnél használta a Power Mac megnevezést. A 7100-as volt az Outrigger sorozat első gépe, amelyet az egyszerre bemutatott 7200-as és a 7500-as követett, az utolsó két gép a szintén egyszerre bemutatott 7300-as és 7600-as volt. Power Macintosh 7400-as jelzésű gépet az Apple nem gyártott, a sorszám kimaradásának oka nem ismert.

## Története
Az Apple három modell egyszerre történő bemutatásával nyitotta a Power Macintosh korszakot. A Macintosh IIvx asztali házában elhelyezett középkategóriás Power Macintosh 7100-zal, a belépő szintű Power Macintosh 6100 és a csúcskategóriás Power Macintosh 8100-zal. A fejlesztés során a PM 7100 kódneve folyamatosan változott: eredetileg: Carl Sagan volt, majd BHA lett, végül LAW-ként hivatkoztak rá a mérnökök.
Az eredeti terv az volt, hogy az első Power Macintosh gépet 1994. január 24-én, pontosan tíz évvel az első Macintosh megjelenése után adják ki. Ian Diery, a személyi számítógép részleg alelnöke, a megjelenés dátumát március 14-re helyezte át, hogy a gyártásnak elegendő ideje legyen az értékesítési csatornák feltöltéséhez elegendő gép megépítésére, és ezzel egy időben a Macintosh processzor-frissítési kártya is elérhető legyen. Ez eltért az Apple korábbi gyakorlatától; jellemzően hónapokkal az új Macintoshok bemutatása után adtak ki frissítési csomagokat.
A Power Macintosh-t hivatalosan a manhattani Lincoln Center for the Performing Arts-ban mutatták be március 14-én. Az új Power Macintosh modellek előrendelése élénk volt, és a bejelentett 150 000 gépet már addig eladták. A Power Mac eredeti indító harangját Stanley Jordan jazz zenész rögzítette. 1995 januárjáig az Apple 1 millió Power Macintosh rendszert adott el.
Az Apple nem adott ki "DOS-kompatibilis" kártyát a 7100-hoz, mint néhány kortárs Macintosh Quadra modellhez, ehelyett a SoftWindows emulátorral együtt kínált 7100-at 385 dolláros áron választotta.[2] A MacWorld Magazine úgy találta, hogy a MacWorld Magazine egy opcionális 256 KB-os L2 gyorsítótár kártyával rendelkezik, amely a 25 MHz-es Intel 80486SX teljesítményéhez hasonlítható.

## Power Macintosh 7100 verziók
- 1994. március 14. Power Macintosh 7100/66
- 1994. március 14. Power Macintosh 7100/66AV
- 1995. január 3. Power Macintosh 7100/80
- 1995. január 3. Power Macintosh 7100/80AV

## A Power Macintosh 7100 technikai leírása
A fekvő házas gép súlya 11,3 kg, magassága 152 mm, szélessége 330 mm és mélysége 419 mm volt. A számítógépet 66 MHz-es PowerPC 601 processzor vezérelte (L1 cache: 32kB, L2 cache: 256k (opc.)), a rendszerbusz 33 MHz-en működött. Az adatokat a 250 MB, 500 MB SCSI belső merevlemezre lehetett elmenteni. Külső adattárolási lehetőséget az 1,44 MB kapacitású hajlékonylemez meghajtó és 2x CD-ROM (opc.) kínált. A gépet System 7.1.2 operációs rendszerrel szállították. Az alaplapra 8 MB memória került. A négy memória helyre az alapkonfigurációban 8 MB, 16 MB (80 ns) memóriát ültettek, maximálisan 136 MB kezelésére volt képes a gép a gyári specifikáció szerint. A számítógépnek nem volt saját kijelzője. A videó-kimeneten át 832x624 képpont felbontású jelet adott ki. A kép megjelenítést 1 MB (maximum: 2 MB) videó-memória támogatta. A gép egy portot – AAUI-15 – kínált Ethernet csatlakozáshoz és nem volt beépített modeme. A gépnek a következő csatlakozói voltak: egy ADB,  egy DB-25 SCSI-hoz, két Geoport, és egy mikrofon (Plain Talk). A gép bővíthetőségét szolgálta egy LC PDS bővítőhely. Külső SCSI eszköz (merevlemez) csatlakoztatására is volt lehetőség.

## Technikai adatok táblázatban
A táblázat nem tartalmazza az összes műszaki paramétert. Az egyes modelleknél a bemutatáskor érvényes adatokat soroljuk fel, a későbbi frissítéseket nem. Az adatok az Apple adatlapjáról származnak, a hiányzó adatok – egyes gépeknél a kivezetés időpontja, az összes kijelző adat, üzemóra adat... – az Everymac.com oldalról és a Mactracker alkalmazásból valók.
| Gép nevebemutatva kivezetveoperációs rendszer    | Méretmagasság szélesség mélység súly | Processzorprocesszor @órajel L1 és L2 cacherendszerbusz  | Memóriaalap max. @sebességhely, típus                | Háttértármerevlemezkülső adathordozó  | Kijelzőmérete felbontása (képpont)           | Grafikavideókártyamemória (max.) VRAM típus  | Csatlakozók, bővíthetőségEthernetmodembelső bővítőhelyegyéb |
| ------------------------------------------------ | ------------------------------------ | -------------------------------------------------------- | ---------------------------------------------------- | ------------------------------------- | -------------------------------------------- | -------------------------------------------- | ----------------------------------------------------------- |
| PM 71001994. márc. 14. 1995. jan. 3.System 7.1.2 | 152x330x419 mm 11,3 kg fekvő házas   | PowerPC 601 @66 MHz L1: 32kB L2:256k (opc.)Busz: @33 MHz | 8 MB, 16 MB max: 136 MB @80 nsnégy hely, 72-pin SIMM | 250 MB, 500 MB (SCSI)2x CD-ROM (opc.) | nincs kijelző.Videókimenet: 832x624 képpont. | Integrált/Dedikált1 MB / 2 MB 256k VRAM SIMM | Ethernet: AAUI-15–egy 601 PDS vagy három NuBus              |

## Power Macintosh számítógépek az időben
| A Power Macintosh számítógépek idővonalon |
| --- |
| |
| A színek kezdete a bemutató időpontja, a forgalmazás több esetben is hónapokkal később kezdődött. Megeshet, hogy egy csík végét kitakarja egy másik csík eleje. Előfordul, hogy a gyártás befejezését követően még egy ideig forgalomban marad a gép adott verziója. A 6100/66 géppel kezdődő sorok az asztali, fekvő Power Macintoshok, a 8100/80 géppel kezdődő sorok az álló Power Macintosok, a kis álló házat szürke csík jelöli. Az 5200/75 LC géppel kezdődő sorok a kijelzővel egybeépített Power Macintoshok. Az Apple adatlapokon nem szereplő adatok forrása az EveryMac. |

## Fordítás
Ez a szócikk részben vagy egészben  a   Power Macintosh 7100 című angol Wikipédia-szócikk ezen változatának fordításán alapul.  Az eredeti cikk szerkesztőit annak laptörténete sorolja fel. Ez a jelzés csupán a megfogalmazás eredetét és a szerzői jogokat jelzi, nem szolgál a cikkben szereplő információk forrásmegjelöléseként.